# Jan De Meyer (sinoloog)
Jan A.M. De Meyer (Gent, 8 december 1961) is een Belgisch sinoloog en vertaler.

## Leven
Na studies sinologie aan de Universiteit Gent (1979-1983) en de Fudan-universiteit van Shanghai (1984-86), was De Meyer werkzaam aan de UGent (1986-94), waar hij promoveerde op de filosofie van Luo Yin. Hij was verbonden aan het Sinologisch Instituut van de Universiteit Leiden (1997-2000 en 2005-2007), doceerde niet-westerse wijsbegeerte aan de UGent en was gastprofessor aan de KU Leuven.
De Meyer publiceerde vertaalde gedichten in De Brakke Hond, Armada, De tweede ronde, Raster en Terras, en richtte in 1995 mee Het Trage Vuur op, een tijdschrift voor Chinese literatuur in Nederlandse vertaling. In 2010 ging hij wonen in de Morvan om zich te wijden aan vertaalwerk en zelfstandig onderzoek. Met Kristofer Schipper publiceerde hij werk over het taoïsme bij Uitgeverij Augustus. Hij vertaalde poëzie, romans en taoïstische teksten, waaronder de Liezi en de Wunengzi. Zijn academische artikelen verschenen onder meer in T'ang Studies en Journal of Chinese Religions.

## Publicaties
- De politieke filosofie van Luo Yin (833-910), 1992 (proefschrift UGent).
- Linked Faiths. Essays on Chinese Religions and Traditional Culture in Honour of Kristofer Schipper, 2000 (als editor, met Peter M. Engelfriet).
- Wu Yun's Way. Life and Works of an Eighth-Century Daoist Master (Leiden: Brill, 2006).
- Leyuan, de tuin van het geluk: Chinese filosofische teksten over paradijzen en het geluk (Amsterdam: Augustus, 2009).
- Schilderen als levenskunst. Een filosofische lezing van Shitao's Huayulu (Waarbeke: Stuivenberg, 2019).
- Dao. Weg van stilte (Waerbeke kleinood 3, 2019).
- Wat kan ik leren van de taoïsten? (Kalmthout: Pelckmans, 2020).
- De Weg terug. Chinese kluizenaars en het daoïsme (Amsterdam: Athenaeum, 2022).

## Vertalingen (selectie)
- Yu Jian, Poëzie als incident (Gent: PoëzieCentrum, 1996).
- Christian Bobin, De evenwichtskunstenaar (Amsterdam: Arbeiderspers, 2000).
- Duoduo, Het oog van de stilte. Gedichten en pentekeningen, 1972-2000, met Silvia Marijnissen (Rotterdam: bèta Imaginations, 2001).
- Wei Hui, Trouwen met Boeddha, met Iege Vanwalle (Amsterdam: Contact, 2005).
- Yu Jian, De eerste scheppingsdaad: gedichten 1975-2002 (Het Trage Vuur, 2005).
- De geschriften van Liezi: De taoïstische kunst van het relativeren (Amsterdam: Augustus, 2008).
- Fan Chengda, De vier seizoenen in veld en tuin (Het Trage Vuur, 2008).
- Liu E, De reizen van Oud Afval (Amsterdam: Augustus, 2010).
- Wunengzi/Nietskunner: Het taoïsme en de bevrijding van de geest (Amsterdam: Augustus, 2011).
- Yu Hua, Broers (Breda: De Geus, 2012).
- Mo Yan, Het rode korenveld (Breda: De Geus, 2015).
- Yu Hua, De zevende dag (Breda: De Geus, 2016).
- Zong Baihua, The Birth of Artistic Conception in China, Art in Translation, Vol. 9 (2017), 367-396.
- De deugd en de weg: Chinese disputen uit de derde en vierde eeuw (Amsterdam: Boom, 2021).
- Daoïsme. De mystieke traditie. Een bloemlezing (Amsterdam: Boom, 2023).
- Master Incapable. A Medieval Daoist on the Liberation of the Mind (Oxford University Press, 2023).